# Alexandr Boroďuk
Alexandr Genrichovič Boroďuk (* 30. listopadu 1962 Voroněž) je ruský fotbalista a trenér. Hrál především za Dynamo Moskva a FC Schalke 04. 2× byl králem střelců sovětské ligy. Reprezentoval SSSR i Rusko a hrál na MS 1990 a 1994. Vyhrál OH 1988.

## Hráčská kariéra
Boroďuk hrál na klubové úrovni za Dynamo Vologda, Dynamo Moskva, FC Schalke 04, SC Freiburg, Hannover 96, FK Lokomotiv Moskva, Torpedo-ZIL Moskva a Křídla sovětů Samara. V letech 1986 a 1988 byl králem střelců sovětské ligy.
S olympijským týmem SSSR vyhrál OH 1988 v Jižní Koreji, kde nastoupil ve 2 utkáních v základní skupině. S týmem SSSR byl na MS 1990, kde nastoupil v 1 zápase. S týmem Ruska byl na MS 1994, kde nastoupil ve 2 zápasech.

## Trenérská kariéra
Boroďuk trénoval jako hlavní trenér Rusko U21, Torpedo Moskva, Kajrat Almaty a Kazachstán. Byl i asistentem u týmu Ruska.

## Úspěchy

### Hráč
- Olympijské hry: 1988 (SSSR)
- Sovětský pohár: 1984 (Dynamo Moskva)
- Ruský pohár: 1996–1997 (Lokomotiv Moskva)
- Král střelců sovětské ligy: 1986 (21 gólů), 1988 (16 gólů) (Dynamo Moskva)

### Trenér
- Kazašský pohár: 2015 (Kajrat)